# 陈孝彰
陈孝彰（1934年—1989年），贵州安顺人，中国体操运动员、教练员。1989年被评为建国40年以来杰出教练员。丈夫是中国足球运动员、教练员曾雪麟。